# HMS Graph

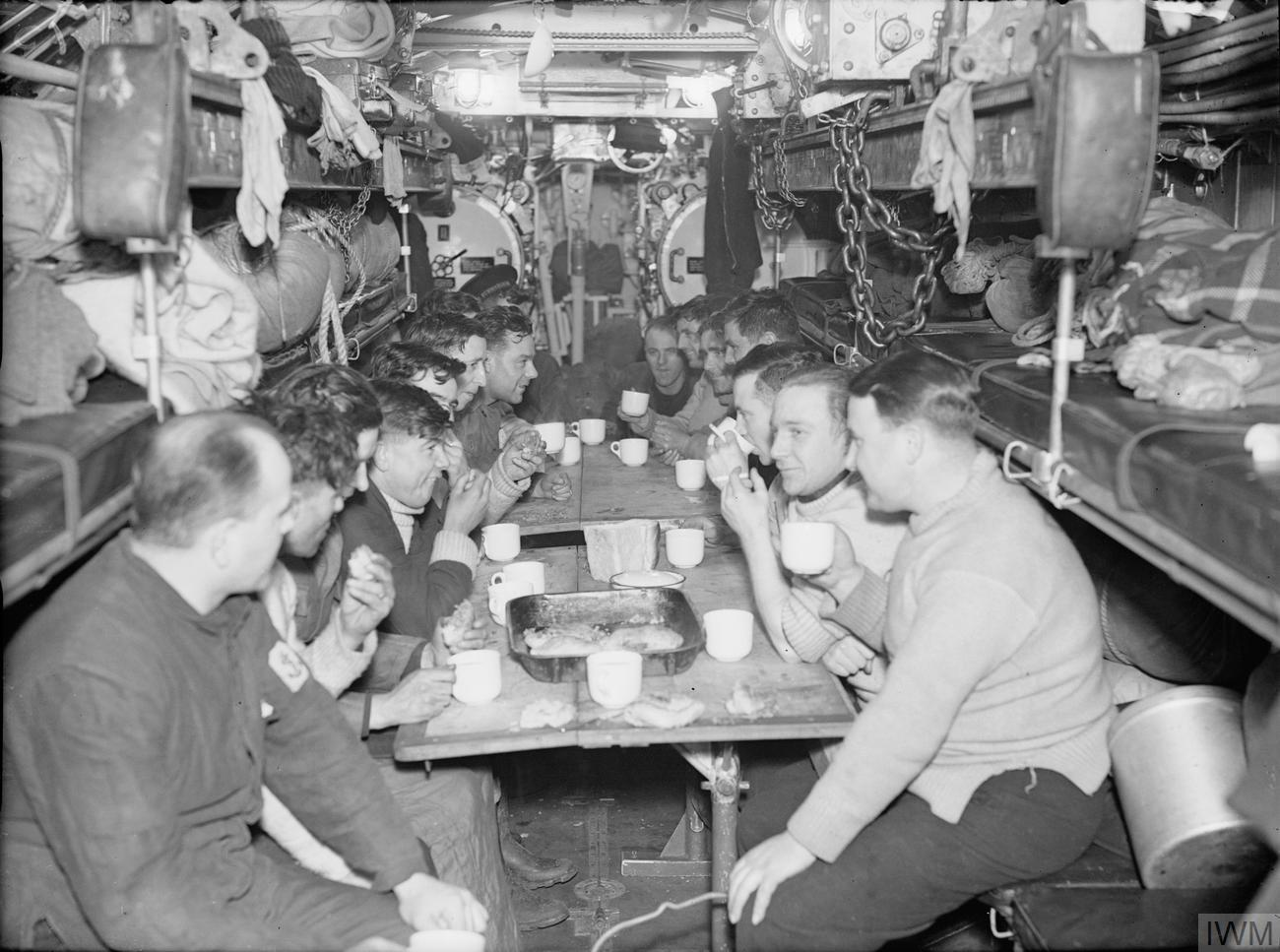
Brytyjscy marynarze w czasie kolacji na okręcie podwodnym HMS „Graph”

HMS „Graph” – niemiecki okręt podwodny typu VIIC z okresu II wojny światowej. Okręt był wodowany jako U-570, w czasie pierwszego patrolu został zaatakowany i uszkodzony przez brytyjski samolot a następnie przechwycony przez brytyjskie okręty. Po zdobyciu został obsadzony przez brytyjską załogę i wszedł do służby Royal Navy jako HMS „Graph”. Był to jedyny U-Boot w służbie obydwu stron konfliktu w czasie II wojny światowej.

## Historia

### U-570
Okręt należał do typu VIIC. Stępkę pod okrętem położono 21 maja 1940 roku w Hamburgu, okręt wodowano 20 marca 1941 roku, wszedł do służby Kriegsmarine 15 maja bieżącego roku, obsadzony bardzo niedoświadczoną załogą (44). Na pierwszy patrol wyszedł 24 sierpnia 1941 roku.
27 sierpnia okręt wynurzył się około 10:50 (62°15′N 18°35′W) i został natychmiast zauważony przez Hudsona należącego do 269 Dywizjonu RAF-u. Samolot zaatakował U-Boota, zanim zdążył się on całkowicie zanurzyć, cztery zrzucone bomby głębinowe eksplodowały mniej niż dziesięć metrów od kadłuba okrętu. Załoga okrętu wyszła na jego pokład i została ostrzelana przez Hudsona do momentu, kiedy wywiesiła białe prześcieradło na znak poddania się. Niedoświadczeni członkowie załogi spanikowali i sądzili, że okręt zaraz zatonie, a jego wnętrze szybko wypełni się chlorem z uszkodzonych akumulatorów. W rzeczywistości okręt był prawie nieuszkodzony i można go było bez większych trudności uruchomić.
Latający nad okrętem Hudson wezwał dodatkową pomoc i wkrótce dołączył do niego drugi Hudson, a później także łódź latająca Consolidated PBY Catalina, w tym czasie w kierunku U-Boota wysłano kilka okrętów, które go miały przechwycić. Jako pierwszy do U-Boota dotarł mały trawler HMT „Northern Chief”, do którego później dołączyły inne okręty brytyjskie i kanadyjskie. Niemiecki okręt został przejęty przez Brytyjczyków i wzięty na hol do Islandii, gdzie dotarł rankiem 29 sierpnia.

### HMS „Graph”
Okręt został naprawiony i wszedł do brytyjskiej służby jako HMS „Graph” („G” od „German” – niemiecki, „Graph” – wykres, co miało oznaczać wszystkie wykresy i dane uzyskane podczas testów okrętu).
Po naprawie okręt został poddany wielu testom mającym za zadanie zmierzenie wszystkich jego właściwości i osiągów. Odkryto między innymi, że niemieckie okręty mają większą głębokość zanurzania niż wcześniej sądzono. Brytyjscy specjaliści bardzo wysoko ocenili niemiecki okręt i jego wyposażenie, szczególnie wysoko oceniono peryskop Zeissa i pasywne hydrofony. Testy amerykańskie natomiast wykazały, że niemiecki okręt miał znacznie dłuższe czasy zanurzania, niż sądzono. Przykładowo, przetestowany U-570 zanurzał się do głębokości 42 stóp w ciągu 60 sekund, podczas gdy amerykański USS „Mackerel” w tym samym czasie zanurzał się na głębokość 48 stóp. Podobnie, całkowite zanurzenie „Mackerel” (głębokość 35 stóp) zajmowało 41 sekund, całkowite zaś zanurzenie U-570 (głębokość 30 stóp) zajmowało podczas testów 50 sekund. Przy czym zanurzanie okrętu amerykańskiego zaczynało się przy prędkości 10 węzłów, zanurzanie zaś U-570 przy prędkości 12 węzłów.
Po zakończeniu testów wszedł do aktywnej służby, odbył trzy patrole bojowe – w czasie jednego z nich nieskutecznie atakował niemiecki okręt podwodny U-333, dowodzony przez Petera-Ericha Cremera. W 1943 roku używany był jeszcze do celów szkoleniowych. Z powodu złego stanu silników i braku części zamiennych okręt został wycofany ze służby w 1944 roku. Zatonął (55°48′6″N, 6°28′30″W) w marcu bieżącego roku w pobliżu szkockiej wyspy Islay, w czasie holowania go do stoczni złomowej.